# Rhipidia perarmata
Rhipidia perarmata är en tvåvingeart som beskrevs av Alexander 1921. Rhipidia perarmata ingår i släktet Rhipidia och familjen småharkrankar.
Artens utbredningsområde är Peru. Inga underarter finns listade i Catalogue of Life.